# Probabilité conditionnelle
Pour les articles homonymes, voir Probabilité (homonymie).

Illustration des probabilités conditionnelles avec un diagramme d'Euler. On a la probabilité a priori et les probabilités conditionnelles, et.

En théorie des probabilités, une probabilité conditionnelle est la probabilité d'un événement sachant qu'un autre événement a eu lieu. Par exemple, si une carte d'un jeu est tirée au hasard, on estime qu'il y a une chance sur quatre d'obtenir un cœur ; mais si on aperçoit un reflet rouge sur la table, il y a maintenant une chance sur deux d'obtenir un cœur. Cette seconde estimation correspond à la probabilité conditionnelle d'obtenir un cœur sachant que la carte est rouge.
Les probabilités conditionnelles font l'objet de paradoxes tels que le paradoxe des deux enfants, le paradoxe des deux enveloppes, le paradoxe des trois pièces de monnaie et le paradoxe des prisonniers.

## Exemples intuitifs

### Dés coloriés
Considérons un dé équilibré à six faces, où les faces paires sont coloriées en blanc et les faces impaires sont coloriées en noir. Sur un lancer de dé, la probabilité d'obtenir un 6 est 1/6. Mais, loin du dé, on perçoit que la face est blanche. La probabilité d'obtenir 6 est de 1/3 car il faut prendre la nouvelle information « il est apparu un nombre pair » en compte.
|                           | Probabilité | Probabilité conditionnelle sachant que le nombre est pair |
| ------------------------- | ----------- | --------------------------------------------------------- |
| Probabilité de faire un 1 | 1/6         | 0                                                         |
| Probabilité de faire un 2 | 1/6         | 1/3                                                       |
| Probabilité de faire un 3 | 1/6         | 0                                                         |
| Probabilité de faire un 4 | 1/6         | 1/3                                                       |
| Probabilité de faire un 5 | 1/6         | 0                                                         |
| Probabilité de faire un 6 | 1/6         | 1/3                                                       |

### Deux lancers de pile ou face
On décide de lancer une pièce de monnaie deux fois de suite. La probabilité que le premier lancer donne pile est de 1/2. Supposons maintenant qu'une personne nous informe que l'un des lancers au moins a donné Pile. Parmi les quatre scénarios possibles, à savoir Face puis Face, Face puis Pile, Pile puis Face, Pile puis Pile, le scénario Face puis Face n'est plus à considérer. Le premier lancer est Pile dans deux des trois scénarios restants (Face puis Pile, Pile puis Face, Pile puis Pile). Ainsi, la probabilité que le premier lancer donne Pile, sachant qu'au moins l'un des deux lancers donne Pile est de 2/3. Le tableau résume la situation, les probabilités que le premier lancer donne pile (1/2 ou 2/3, respectivement) s'obtiennent en faisant la somme des deux dernières lignes.
|                                    | Probabilité | Probabilité conditionnelle sachant que l'un des deux lancers donne Pile |
| ---------------------------------- | ----------- | ----------------------------------------------------------------------- |
| Probabilité d'avoir Face puis Face | 1/4         | 0                                                                       |
| Probabilité d'avoir Face puis Pile | 1/4         | 1/3                                                                     |
| Probabilité d'avoir Pile puis Face | 1/4         | 1/3                                                                     |
| Probabilité d'avoir Pile puis Pile | 1/4         | 1/3                                                                     |

## Définition
Considérons deux événements {\displaystyle A} et  {\displaystyle B} avec {\displaystyle B} de probabilité non nulle (plus formellement, on se place dans un espace probabilisé {\displaystyle \left(\Omega ,{\mathcal {B}},\mathbb {P} \right)} ; les événements {\displaystyle A} et {\displaystyle B} sont des éléments de la tribu {\displaystyle {\mathcal {B}}}). La probabilité conditionnelle de {\displaystyle A} sachant que {\displaystyle B} s'est réalisé (ou « probabilité de {\displaystyle A} sachant {\displaystyle B} ») est le nombre réel noté {\displaystyle \mathbb {P} (A\mid B)} (ou parfois  {\displaystyle \mathbb {P} _{B}(A)}) défini par :

### Point de vue fréquentiste
La définition de la probabilité conditionnelle peut aussi être obtenue d'un point de vue fréquentiste[réf. à confirmer]. En effet, la probabilité d’un événement est définie (selon ce point de vue) comme la fréquence limite d’observation de cet évènement. On répète l’expérience aléatoire {\displaystyle n} fois, avec {\displaystyle n} un entier très grand. On observe que l’événement {\displaystyle B} s’est réalisé {\displaystyle n_{B}} fois. Ainsi, on a {\displaystyle \mathbb {P} (B)\simeq {\frac {n_{B}}{n}}}. On compte aussi, parmi les {\displaystyle n_{B}} tirages où {\displaystyle B} s’est réalisé exclusivement, le nombre de fois que l'événement {\displaystyle {\ce {A}}} s’est réalisé. On note {\displaystyle n_{A\cap B}} l’entier obtenu. Par conséquent, on a {\displaystyle \mathbb {P} (A\mid B)\simeq {\frac {n_{A\cap B}}{n_{B}}}}. Aussi, {\displaystyle \mathbb {P} (A\cap B)\simeq {\frac {n_{A\cap B}}{n}}}. On remarque que {\displaystyle {\frac {n_{A\cap B}}{n_{B}}}={\frac {n_{A\cap B}/n}{n_{B}/n}}}.

## Exemples
Pour les exemples intuitifs précédents, la formule de la définition redonne bien la valeur obtenue :

### Dés coloriés
La probabilité d'avoir fait un 6 au lancer de dé sachant que le résultat est pair devient :
{\displaystyle \mathbb {P} ({\text{faire un 6}}\mid {\text{nombre pair}})={\frac {\mathbb {P} ({\text{faire un 6}}\cap {\text{nombre pair}})}{\mathbb {P} ({\text{nombre pair}})}}={\frac {1/6}{1/2}}={\frac {1}{3}}}.

### Deux lancers de pile ou face
La probabilité d'avoir fait Pile au premier lancer sachant qu'il y a au moins un lancer avec Pile sur deux s'obtient par :
{\displaystyle \mathbb {P} ({\text{premier lancer fait pile}}\mid {\text{au moins un pile}})={\frac {\mathbb {P} ({\text{premier lancer fait pile}}\cap {\text{au moins un pile}})}{\mathbb {P} ({\text{au moins un pile}})}}={\frac {1/2}{3/4}}={\frac {2}{3}}.}

### Classe de lycée
Cet exemple correspond plus immédiatement à la définition ensembliste. Dans un univers d'une classe de lycée, soit B l'événement « un élève est une fille » et A « un élève pratique l'allemand ».
| Univers de probabilité ({\displaystyle \Omega }) = Classe de lycée. |                           |                                 |        |
|                                                                     | {\displaystyle B} (Fille) | {\displaystyle \neg B} (Garçon) | Totaux |
| {\displaystyle A} (Allemand)                                        | 10                        | 7                               | 17     |
| {\displaystyle \neg A} (Pas allemand)                               | 4                         | 9                               | 13     |
| Totaux                                                              | 14                        | 16                              | 30     |

On interroge au hasard une fille de la classe (B). Quelle est la probabilité qu'elle pratique l'allemand (P(A|B)) ?
{\displaystyle \mathbb {P} (Allemand\mid Fille)=\mathbb {P} (A\mid B)={\frac {\mathbb {P} (A\cap B)}{\mathbb {P} (B)}}}
{\displaystyle \mathbb {P} (B)={\frac {\operatorname {card} (B)}{\operatorname {card} (\Omega )}}={\frac {14}{30}}}
{\displaystyle \mathbb {P} (A\cap B)={\frac {\operatorname {card} (A\cap B)}{\operatorname {card} (\Omega )}}={\frac {10}{30}}}
d'où
{\displaystyle \mathbb {P} (A\mid B)={\frac {\frac {10}{30}}{\frac {14}{30}}}={\frac {10}{14}}\approx 71\,\%}.

## Propriétés
Sous les hypothèses données dans la définition :
- l'application {\displaystyle \mathbb {P} (.\mid B)} (aussi notée {\displaystyle \mathbb {P} _{B}}) est une nouvelle probabilité sur {\displaystyle \left(\Omega ,{\mathcal {B}}\right)}. Elle s'appelle la loi conditionnelle sachant B[4].
- A et B sont indépendants si et seulement si {\displaystyle \mathbb {P} (A\mid B)=\mathbb {P} (A)} ;
- si l'événement A est aussi (comme B) de probabilité non nulle, alors {\displaystyle \mathbb {P} (A\mid B)={\frac {\mathbb {P} (B\mid A)\mathbb {P} (A)}{\mathbb {P} (B)}}} (ce résultat est connu sous le nom de théorème de Bayes).

## Espérance conditionnelle
Soit  {\displaystyle \left(\Omega ,{\mathcal {B}},\mathbb {P} \right)} un espace probabilisé, X une variable aléatoire réelle intégrable et B un événement de probabilité non nulle. On appelle espérance conditionnelle :
{\displaystyle \mathbb {E} (X\mid B)={\frac {1}{\mathbb {P} (B)}}\int _{B}X\;\mathrm {d} \mathbb {P} }.
{\displaystyle \mathbb {E} (X\mid B)} est l'espérance de X sachant que B s'est réalisé.

## Densité conditionnelle
Soit {\displaystyle \left(\Omega ,{\mathcal {B}},\mathbb {P} \right)}, et soient {\displaystyle X} et {\displaystyle Y} deux variables aléatoires définies sur cet espace. Si l'on suppose que leur loi jointe peut être définie par une densité bivariable {\displaystyle f(x,y)}, et si de plus un {\displaystyle y_{0}} vérifie {\displaystyle \int f(t,y_{0})\;\mathrm {d} t\neq 0}, alors il existe une loi absolument continue dont la densité est donnée par l'expression
{\displaystyle g(x\mid y_{0})={\frac {f(x,y_{0})}{\int f(t,y_{0})\;\mathrm {d} t}}}.
Cette fonction {\displaystyle g(x\mid y_{0})} est appelée : densité conditionnelle de {\displaystyle X} sachant {\displaystyle Y=y_{0}}. Intuitivement, cette expression peut être interprétée comme une formulation continue du théorème de Bayes.